# Chadrac Akolo
Chadrac Akolo (Kinshasa, 1º aprile 1995) è un calciatore congolese (Repubblica Democratica del Congo), attaccante del San Gallo e della nazionale congolese.

## Statistiche

### Presenze e reti nei club
Statistiche aggiornate al 18 gennaio 2025.
| Stagione         | Squadra          | Campionato       | Campionato | Campionato | Coppe nazionali | Coppe nazionali | Coppe nazionali | Coppe internazionali | Coppe internazionali | Coppe internazionali | Altre coppe | Altre coppe | Altre coppe | Totale | Totale |
| Stagione         | Squadra          | Comp             | Pres       | Reti       | Comp            | Pres            | Reti            | Comp                 | Pres                 | Reti                 | Comp        | Pres        | Reti        | Pres   | Reti   |
| ---------------- | ---------------- | ---------------- | ---------- | ---------- | --------------- | --------------- | --------------- | -------------------- | -------------------- | -------------------- | ----------- | ----------- | ----------- | ------ | ------ |
| 2013-2014        | Sion             | SL               | 2          | 0          | CS              | -               | -               | -                    | -                    | -                    | -           | -           | -           | 2      | 0      |
| 2014-2015        | Sion             | SL               | 16         | 0          | CS              | 2               | 0               | -                    | -                    | -                    | -           | -           | -           | 18     | 0      |
| 2015-feb. 2016   | Sion             | SL               | 7          | 0          | CS              | 2               | 0               | UEL                  | -                    | -                    | -           | -           | -           | 9      | 0      |
| feb.-giu. 2016   | Neuchâtel Xamax  | CL               | 16         | 9          | CS              | -               | -               | -                    | -                    | -                    | -           | -           | -           | 16     | 9      |
| 2016-2017        | Sion             | SL               | 34         | 15         | CS              | 6               | 3               | -                    | -                    | -                    | -           | -           | -           | 40     | 18     |
| Totale Sion      | Totale Sion      | Totale Sion      | 59         | 15         |                 | 10              | 3               |                      | -                    | -                    |             | -           | -           | 69     | 18     |
| 2017-2018        | Stoccarda        | BL               | 22         | 5          | CG              | 3               | 1               | -                    | -                    | -                    | -           | -           | -           | 25     | 6      |
| 2018-2019        | Stoccarda        | BL               | 16+2       | 0          | CG              | 1               | 0               | -                    | -                    | -                    | -           | -           | -           | 19     | 0      |
| Totale Stoccarda | Totale Stoccarda | Totale Stoccarda | 38+2       | 5          |                 | 4               | 1               |                      | -                    | -                    |             | -           | -           | 44     | 6      |
| 2019-2020        | Amiens           | L1               | 15         | 2          | CF+CdL          | 0+1             | 0               | -                    | -                    | -                    | -           | -           | -           | 16     | 2      |
| 2020-gen. 2021   | Amiens           | L2               | 13         | 2          | CF              | 1               | 0               | -                    | -                    | -                    | -           | -           | -           | 14     | 2      |
| feb.-giu. 2021   | Paderborn        | 2.BL             | 8          | 1          | CG              | -               | -               |                      | -                    | -                    |             | -           | -           | 8      | 1      |
| 2021-2022        | Amiens           | L2               | 33         | 6          | CF              | 5               | 4               | -                    | -                    | -                    | -           | -           | -           | 38     | 10     |
| Totale Amiens    | Totale Amiens    | Totale Amiens    | 61         | 10         |                 | 7               | 4               |                      | -                    | -                    |             | -           | -           | 68     | 14     |
| 2022-2023        | San Gallo        | ASL              | 32         | 7          | CS              | 4               | 5               | -                    | -                    | -                    | -           | -           | -           | 36     | 12     |
| 2023-2024        | San Gallo        | ASL              | 37         | 14         | CS              | 2               | 1               | -                    | -                    | -                    | -           | -           | -           | 39     | 15     |
| 2024-2025        | San Gallo        | ASL              | 17         | 5          | CS              | 1               | 0               | UECL                 | 11                   | 2                    | -           | -           | -           | 29     | 7      |
| Totale San Gallo | Totale San Gallo | Totale San Gallo | 86         | 26         |                 | 7               | 6               |                      | 11                   | 2                    |             | -           | -           | 104    | 34     |
| Totale carriera  | Totale carriera  | Totale carriera  | 270        | 66         |                 | 28              | 14              |                      | 11                   | 2                    |             | -           | -           | 309    | 82     |

### Cronologia presenze e reti in nazionale
| Cronologia completa delle presenze e delle reti in nazionale ― RD del Congo | Cronologia completa delle presenze e delle reti in nazionale ― RD del Congo | Cronologia completa delle presenze e delle reti in nazionale ― RD del Congo | Cronologia completa delle presenze e delle reti in nazionale ― RD del Congo | Cronologia completa delle presenze e delle reti in nazionale ― RD del Congo | Cronologia completa delle presenze e delle reti in nazionale ― RD del Congo | Cronologia completa delle presenze e delle reti in nazionale ― RD del Congo | Cronologia completa delle presenze e delle reti in nazionale ― RD del Congo |
| Data                                                                        | Città                                                                       | In casa                                                                     | Risultato                                                                   | Ospiti                                                                      | Competizione                                                                | Reti                                                                        | Note                                                                        |
| --------------------------------------------------------------------------- | --------------------------------------------------------------------------- | --------------------------------------------------------------------------- | --------------------------------------------------------------------------- | --------------------------------------------------------------------------- | --------------------------------------------------------------------------- | --------------------------------------------------------------------------- | --------------------------------------------------------------------------- |
| 5-9-2017                                                                    | Kinshasa                                                                    | RD del Congo                                                                | 2 – 2                                                                       | Tunisia                                                                     | Qual. Mondiali 2018                                                         | -                                                                           | 67’                                                                         |
| 27-3-2018                                                                   | Dar-es-Salaam                                                               | Tanzania                                                                    | 2 – 0                                                                       | RD del Congo                                                                | Amichevole                                                                  | -                                                                           | 72’                                                                         |
| 9-9-2018                                                                    | Monrovia                                                                    | Liberia                                                                     | 1 – 1                                                                       | RD del Congo                                                                | Qual. Coppa d'Africa 2019                                                   | -                                                                           | 74’                                                                         |
| 13-10-2018                                                                  | Harare                                                                      | RD del Congo                                                                | 1 – 2                                                                       | Zimbabwe                                                                    | Qual. Coppa d'Africa 2019                                                   | -                                                                           | 69’                                                                         |
| 9-6-2019                                                                    | Marbella                                                                    | RD del Congo                                                                | 0 – 0                                                                       | Burkina Faso                                                                | Amichevole                                                                  | -                                                                           | 46’                                                                         |
| 12-6-2019                                                                   | Kinshasa                                                                    | RD del Congo                                                                | 0 – 0                                                                       | Burkina Faso                                                                | Amichevole                                                                  | -                                                                           | 46’                                                                         |
| 30-6-2019                                                                   | Il Cairo                                                                    | Zimbabwe                                                                    | 0 – 4                                                                       | RD del Congo                                                                | Coppa d'Africa 2019 - 1º turno                                              | -                                                                           | 83’                                                                         |
| 7-7-2019                                                                    | Alessandria d'Egitto                                                        | Madagascar                                                                  | 2 – 2 dts (4 – 2 dtr)                                                       | RD del Congo                                                                | Coppa d'Africa 2019 - Ottavi di finale                                      | -                                                                           | 70’                                                                         |
| 10-10-2019                                                                  | Blida                                                                       | Algeria                                                                     | 1 – 1                                                                       | RD del Congo                                                                | Amichevole                                                                  | -                                                                           | 58’                                                                         |
| 13-10-2019                                                                  | Amiens                                                                      | Costa d'Avorio                                                              | 3 – 1                                                                       | RD del Congo                                                                | Amichevole                                                                  | 1                                                                           |                                                                             |
| 14-11-2019                                                                  | Kinshasa                                                                    | RD del Congo                                                                | 0 – 0                                                                       | Gabon                                                                       | Qual. Coppa d'Africa 2021                                                   | -                                                                           |                                                                             |
| 5-6-2021                                                                    | Radès                                                                       | Tunisia                                                                     | 1 – 0                                                                       | RD del Congo                                                                | Amichevole                                                                  | -                                                                           | 68’                                                                         |
| 11-6-2021                                                                   | Tunisi                                                                      | RD del Congo                                                                | 1 – 1                                                                       | Mali                                                                        | Amichevole                                                                  | -                                                                           | 46’                                                                         |
| 2-9-2021                                                                    | Lubumbashi                                                                  | RD del Congo                                                                | 1 – 1                                                                       | Tanzania                                                                    | Qual. Mondiali 2022                                                         | -                                                                           | 69’                                                                         |
| 6-9-2021                                                                    | Cotonou                                                                     | Benin                                                                       | 1 – 1                                                                       | RD del Congo                                                                | Qual. Mondiali 2022                                                         | -                                                                           | 64’ 79’                                                                     |
| 7-10-2021                                                                   | Rabat                                                                       | RD del Congo                                                                | 2 – 0                                                                       | Madagascar                                                                  | Qual. Mondiali 2022                                                         | 1                                                                           | 64’                                                                         |
| 10-10-2021                                                                  | Antananarivo                                                                | Madagascar                                                                  | 1 – 0                                                                       | RD del Congo                                                                | Qual. Mondiali 2022                                                         | -                                                                           | 78’                                                                         |
| 11-11-2021                                                                  | Dar es Salaam                                                               | Tanzania                                                                    | 0 – 3                                                                       | RD del Congo                                                                | Qual. Mondiali 2022                                                         | -                                                                           | 12’ 46’                                                                     |
| 25-3-2022                                                                   | Kinshasa                                                                    | RD del Congo                                                                | 1 – 1                                                                       | Marocco                                                                     | Qual. Mondiali 2022                                                         | -                                                                           | 67’                                                                         |
| 4-6-2022                                                                    | Kinshasa                                                                    | RD del Congo                                                                | 0 – 1                                                                       | Gabon                                                                       | Qual. Coppa d'Africa 2023                                                   | -                                                                           | 63’                                                                         |
| 23-9-2022                                                                   | Casablanca                                                                  | Burkina Faso                                                                | 1 – 0                                                                       | RD del Congo                                                                | Amichevole                                                                  | -                                                                           | 19’ 87’                                                                     |
| 14-6-2023                                                                   | Douala                                                                      | RD del Congo                                                                | 1 – 0                                                                       | Uganda                                                                      | Amichevole                                                                  | -                                                                           | 73’                                                                         |
| 18-6-2023                                                                   | Franceville                                                                 | Gabon                                                                       | 0 – 2                                                                       | RD del Congo                                                                | Qual. Coppa d'Africa 2023                                                   | -                                                                           | 74’                                                                         |
| 12-9-2023                                                                   | Durban                                                                      | Sudafrica                                                                   | 1 – 0                                                                       | RD del Congo                                                                | Amichevole                                                                  | -                                                                           | Cap.                                                                        |
| 6-6-2024                                                                    | Diamniadio                                                                  | Senegal                                                                     | 1 – 1                                                                       | RD del Congo                                                                | Qual. Mondiali 2026                                                         | -                                                                           | 73’                                                                         |
| 9-6-2024                                                                    | Kinshasa                                                                    | RD del Congo                                                                | 1 – 0                                                                       | Togo                                                                        | Qual. Mondiali 2026                                                         | -                                                                           | 81’                                                                         |
| 9-9-2024                                                                    | Dar-es-Salaam                                                               | Etiopia                                                                     | 0 – 2                                                                       | RD del Congo                                                                | Qual. Coppa d'Africa 2025                                                   | -                                                                           | 32’                                                                         |
| Totale                                                                      |                                                                             | Presenze                                                                    | 27                                                                          |                                                                             | Reti                                                                        | 2                                                                           |                                                                             |

## Palmarès

### Club

#### Competizioni nazionali
- Coppa Svizzera: 1

Sion: 2014-2015

### Individuale
- Capocannoniere del campionato svizzero: 1

2023-2024 (14 reti, a pari merito con Kevin Carlos e Žan Celar)